# 헤수스 산체스
헤수스 파울리노 산체스(스페인어: Jesus Paulino Sanchez, 1974년 10월 13일 ~ )는 SK 와이번스에서 뛰었던 도미니카 공화국의 야구 선수이다. 2005년 SK 와이번스에서 선발 투수로 뛰며 17경기 4승 4패 ERA 6.17에 그친 후 방출되었다.

## 같이 보기
- 2005년 SK 와이번스 시즌